# Nijverheidspolder
De Nijverheidspolder is een voormalig waterschap in de provincie Groningen en lag ten zuiden van Appingedam.
De oorspronkelijke polder sterkte zich uit tot aan het Damsterdiep, maar werd door de aanleg van het Eemskanaal in tweeën gesplitst. Het grootste, zuidelijke deel kreeg, inclusief de beide zuidelijke, afgesneden delen van de Leeghwater- en Flikkezijlsterpolder, de oorspronkelijke naam. De molenpolder behoorde oorspronkelijk tot het Farmsumerzijlvest en lag sinds 1871 in het boezemgebied van het Waterschap Duurswold.
Het nieuwe waterschap lag ten zuiden van het Eemskanaal. De oost- en zuidgrens kwamen nagenoeg overeen met de gemeentegrenzen van Appingedam met Delfzijl en Slochteren. De westgrens lag op de (oude) Woldweg. De eerste molen zou dateren uit 1832 en moet in 1852 verdwenen zijn. In 1854 werd een nieuwe molen gebouwd. Hij stond aan het Eelwerdermaar, die later via het Holemaar in verbinding stond met het Afwateringskanaal van Duurswold. De molen was sinds 1913 voorzien van een (Brons) ruwoliemotor als hulpkracht. In 1946 werd de molen buiten werking gesteld en in 1948 afgebroken.
Waterstaatkundig gezien ligt het gebied sinds 2000 binnen dat van het waterschap Hunze en Aa's.

## Naam
Het schap moet niet worden verward met het waterschap De Nijverheid of met de Molenpolder de Nijverheid. In het noordelijke deel ligt de wijk Fivelpoort.